# Ansitz Kreit

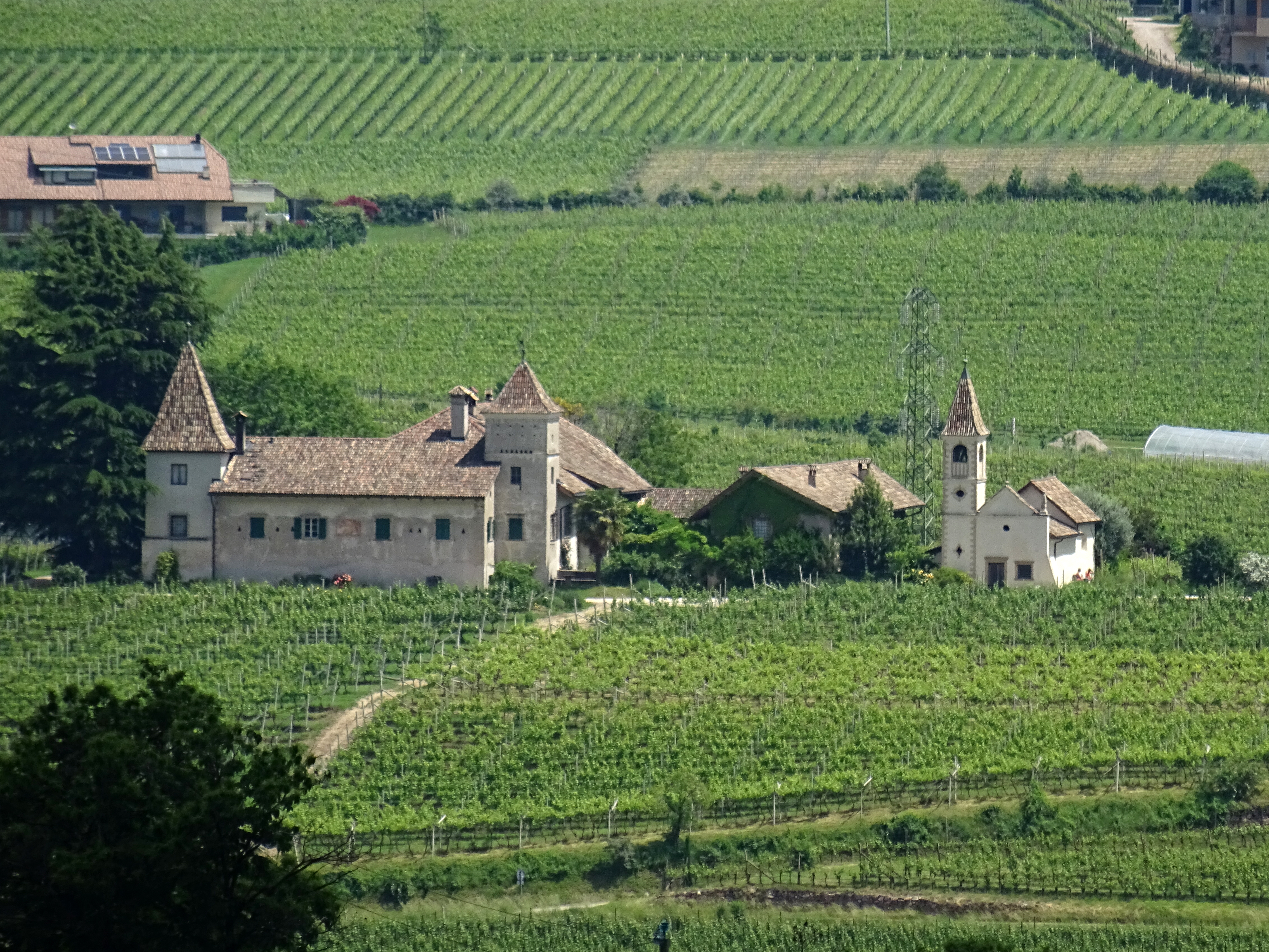
Ansitz Kreit

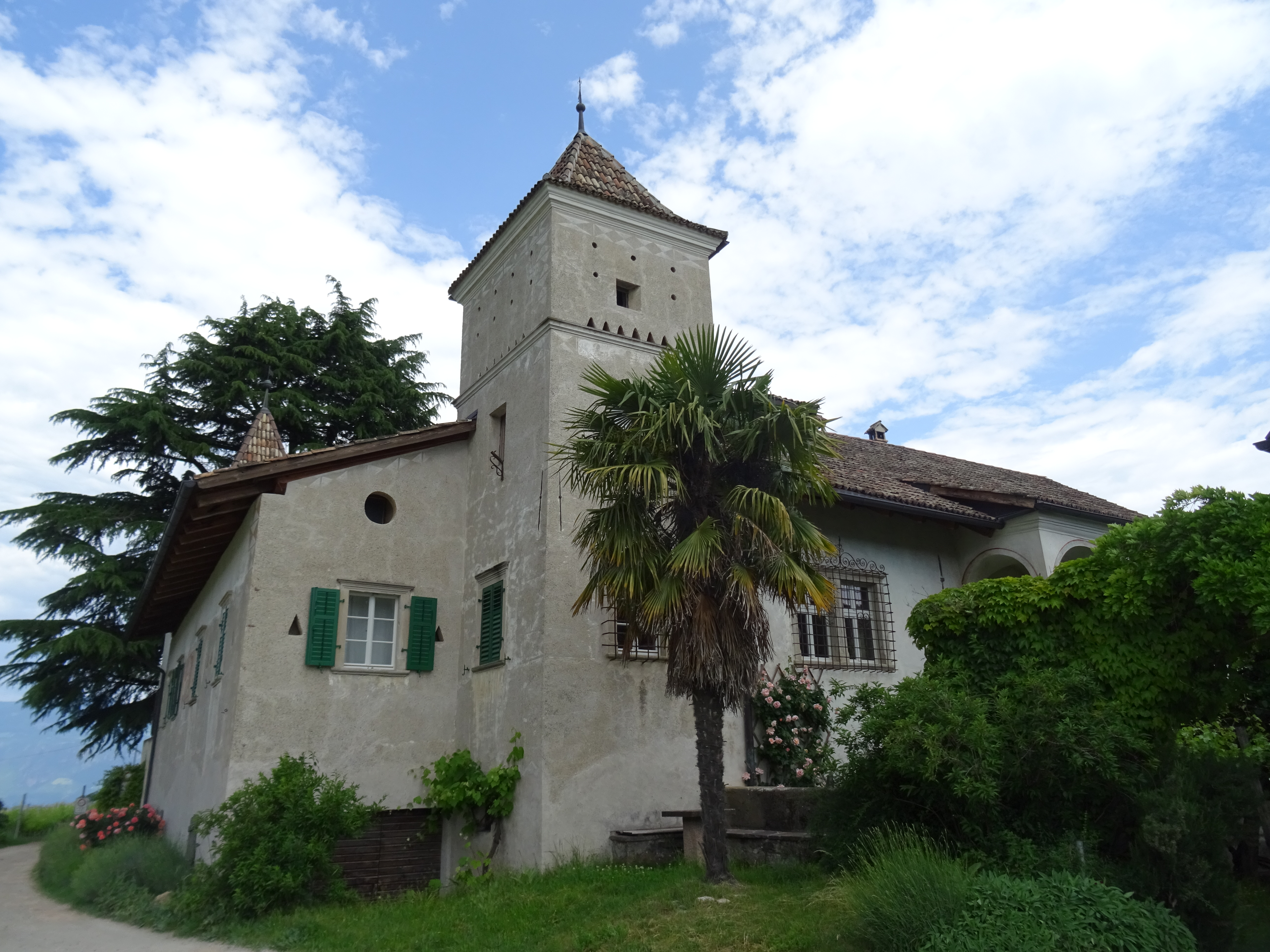
Wohnhaus

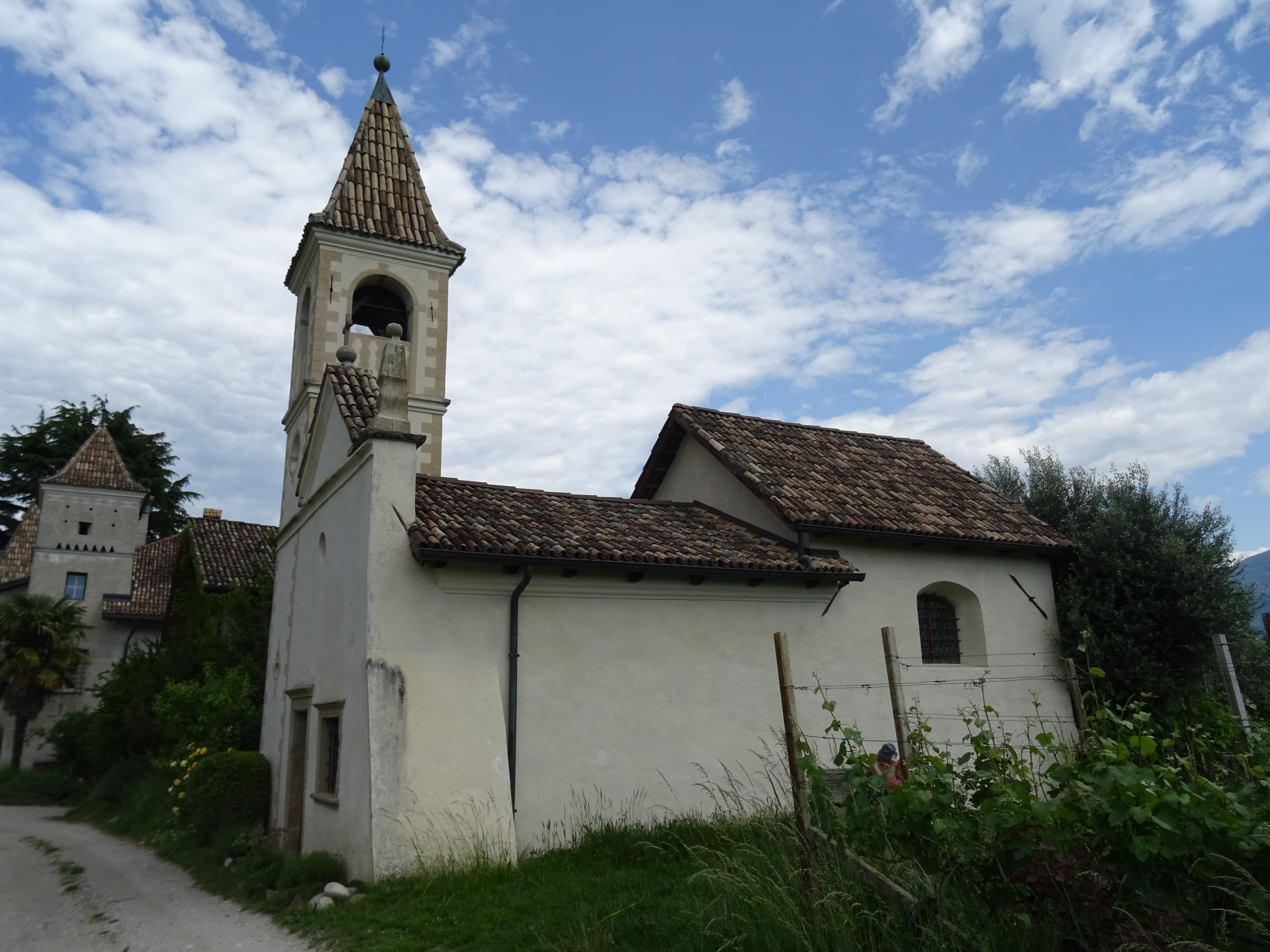
St.-Anton-Abt-Kapelle

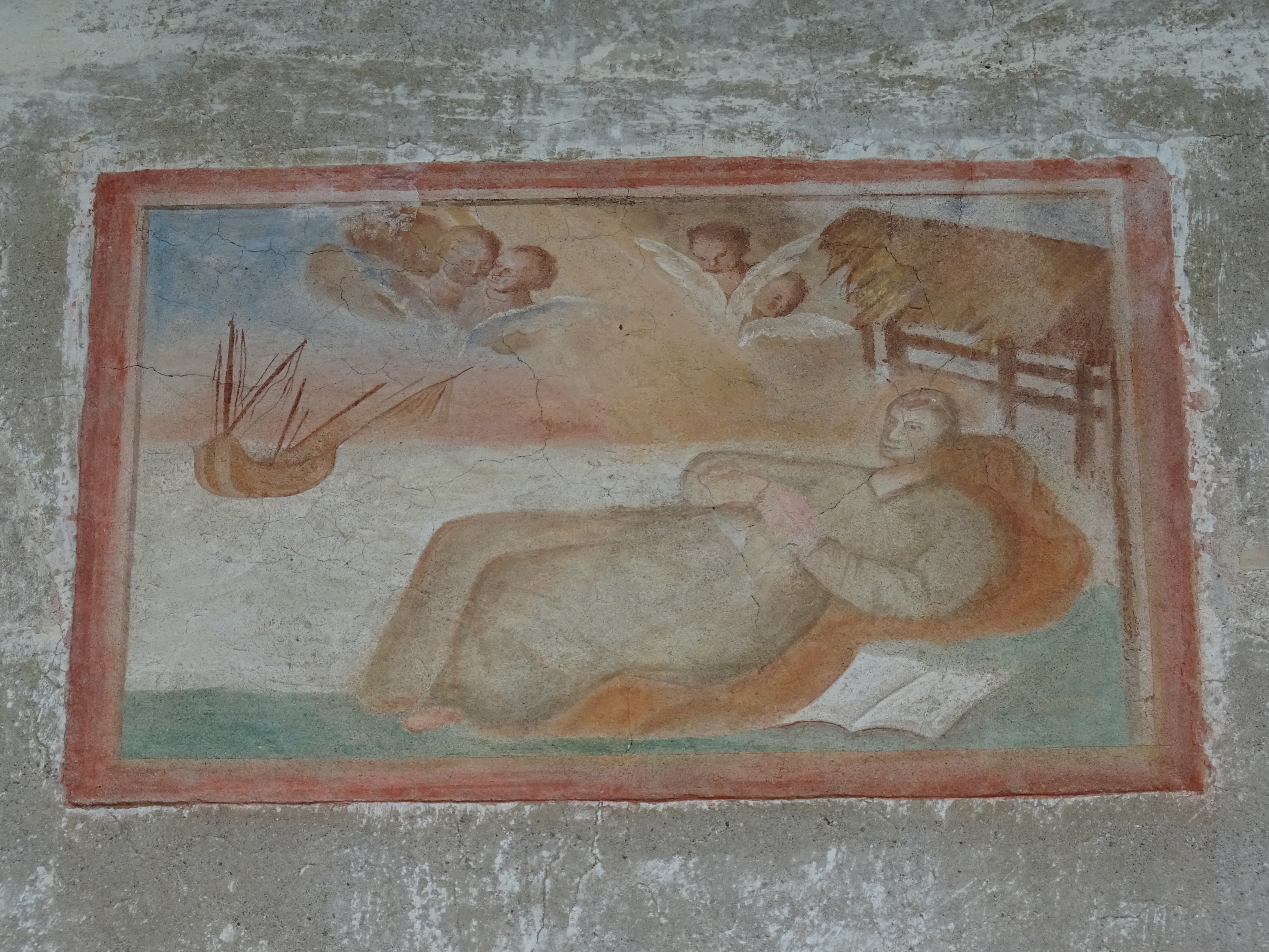
Fresko

Der Ansitz Kreit (auch Kreithof) ist mit der St.-Anton-Abt-Kapelle ein geschütztes Baudenkmal von Eppan in Südtirol.

## Geschichte
Der auf einer Hügel zwischen St. Michael und Montiggl liegende Edelsitz geht auf einen gewöhnlichen Weinhof aus dem Mittelalter zurück. Von 1596 bis 1597 beauftragte Elias Leis den italienischen Architekten und Steinmetz Luca d’Allio mit einer repräsentativen Erweiterung und Umbau im Stil der Renaissance und Anklängen an den Überetscher Stil mit zwei Ecktürmen, einer Freitreppe und einer Loggia. Wegen hoher Schulden wurde das Anwesen verkauft. Nach häufigen Besitzerwechseln gelangte das Gut an Anton Zephiris, dem Kaiser Ferdinand III. am 10. Oktober 1641 das Wappen und das Adelsprädikat bestätigte und seinen Besitz Greit zu einem adligen Ansitz erklärte. Des Weiteren erhielt er das Recht den Namen „von Greit“ als Prädikat zu führen. Die im Kern mittelalterliche St.-Anton-Abt-Kapelle mit einem Turm an der Fassade wurde 1661 erweitert. 1803 fiel das inzwischen vernachlässigte Anwesen in bäuerlichen Besitz. 1898 kaufte die Familie Raifer das Weingut.

## Beschreibung

### Ansitz Kreit
Das südöstlich von Eppan zwischen Weinbergen auf einem leichten Höhenrücken gelegene Anwesen wird nach Osten von einem Nord-Süd stehenden einstöckigem Gebäudeteil mit Schrägdach repräsentiert, der im Norden und Süden von zwei mehrstöckigen quadratischen Ecktürmen flankiert wird. Mittig seiner Westseite hat sich eine Wandbild erhalten. Der Nordturm hat ein steiles Pyramidendach; der Südturm mit ausgreifendem dritten Stock und kurzem Pyramidendach. Nach Osten schließt sich direkt das einmal untergliederte, langrechteckige Haupthaus mit Satteldach an, südwestlich als Schleppdach über dem auf schmalen Säulen stehenden Portaleingang ausgebildet, die östliche Dachseite als Krüppelwalmdach auslaufend.
An der südöstlichen Ecke schließt ein weiterer kleiner Bau nach Süden an, dieser wieder rechtwinklig nach Westen mit einem langen schmalrechteckigen Ökonomiegebäude verbunden, das dadurch einen Innenhof mit dem Haupthaus bildet.

### St.-Anton-Abt-Kapelle
Wenige Meter südlich des Ansitzes befindet sich die zugehörige, West-Ost ausgerichtete, St.-Anton-Abt-Kapelle, deren dreistöckiger nahezu quadratischer Glockenturm ebenfalls mit Pyramidendach an der Nordwestecke der Kapelle platziert ist. Der Kirchenbau hat einen erhöhten Chor. Die westliche Giebelseite ist mit einem aufgesetzten Dreiecksgiebel, Sandsteinkreuz und Sandsteinfigur am südwestlichen Giebelende versehen. Die Deckenfresken schuf 1664 Lukas Plazer.